# Obsjtina Stara Zagora
Obsjtina Stara Zagora (bulgariska: Община Стара Загора) är en kommun i Bulgarien.   Den ligger i regionen Stara Zagora, i den centrala delen av landet, 190 km öster om huvudstaden Sofia.
Obsjtina Stara Zagora delas in i:
- Arnautito
- Bogomilovo
- Bratia Kuntjevi
- Bădesjte
- Gorno Botevo
- Dălboki
- Elenino
- Zagore
- Zmejovo
- Kalitinovo
- Kalojanovets
- Kirilovo
- Kolena
- Madzjerito
- Malka Vereja
- Malko Kadievo
- Michajlovo
- Mogila
- Orjachovitsa
- Pamuktjii
- Petrovo
- Ploska mogila
- Preslaven
- Rakitnitsa
- Chan Asparuchovo
- Starozagorski bani
- Christijanovo
- Chrisjteni
- Javorovo

Följande samhällen finns i Obsjtina Stara Zagora:
- Stara Zagora
- Starozagorski Bani

Trakten runt Obsjtina Stara Zagora består till största delen av jordbruksmark. Runt Obsjtina Stara Zagora är det ganska tätbefolkat, med 155 invånare per kvadratkilometer.